# Автошлях Т 1833
Автошля́х Т 1833 — автомобільний шлях територіального значення у Рівненській області. Пролягає територією Рокитнівського району через Познань — Глинне. Загальна довжина — 8,2 км.

## Маршрут
Автошлях проходить через такі населені пункти:
| Автошлях Т 1833     |        |
| Рівненська область  |        |
| Рокитнівський район |        |
| Познань             |        |
| Глинне              | Т 1829 |